# Ken Yaremchuk
Kenneth William Yaremchuk (* 1. Januar 1964 in Edmonton, Alberta) ist ein ehemaliger kanadischer Eishockeyspieler, der von 1983 bis 1989 für die Chicago Blackhawks und Toronto Maple Leafs in der National Hockey League gespielt hat. Sein älterer Bruder Gary ist ebenfalls ein ehemaliger NHL-Spieler.

## Karriere
Ken Yaremchuk begann seine Karriere bei den Portland Winter Hawks, für die er von 1980 bis 1983 in der Western Hockey League spielte. In dieser Zeit wurde er während des NHL Entry Draft 1982 in der ersten Runde als siebter Spieler von den Chicago Blackhawks ausgewählt, für die er drei Jahre lang in der National Hockey League spielte. Zudem wurde er sieben Mal bei den Milwaukee Admirals in der International Hockey League eingesetzt. Am 6. September 1986 verpflichteten ihn die Toronto Maple Leafs zusammen mit Jerry Dupont und Chicagos Viertrunden-Wahlrecht im NHL Entry Draft 1987, da die Blackhawks zuvor Torontos Gary Nylund als Free Agent verpflichtet hatten.
Für die Maple Leafs ging der Angreifer bis 1989 aufs Eis, hauptsächlich allerdings für deren damaliges Farmteam, die Newmarket Saints aus der American Hockey League. Nach Ende seiner Vertragslaufzeit wechselte Yaremchuk nach Europa, wo er zunächst 1989/90 für den HC Asiago aus der italienischen Serie A spielte. Daraufhin wechselte er in die Schweizer Nationalliga A, wo er insgesamt neun Jahre lang spielte und seine Karriere beendete. Von 1990 bis 1996 stand der Kanadier im Kader des EV Zug, dann zwei Jahre beim HC Davos und zuletzt in der Spielzeit 1998/99 beim SC Rapperswil-Jona.

### International
Mit der kanadischen Auswahlmannschaft nahm Yaremchuk an den Olympischen Winterspielen 1988 in Calgary teil, wo er acht Mal zum Einsatz kam und sechs Scorerpunkte erzielte, darunter drei Tore. Zudem bestritt er zwischen 1987 und 1993 weitere Länderspiele für sein Land.

## Erfolge und Auszeichnungen
- 1982 Memorial-Cup-Gewinn mit den Portland Winter Hawks
- 1982 WHL First All-Star Team
- 1983 WHL Second All-Star Team
- 1983 Memorial Cup All-Star Team
- 1992 Spengler-Cup-Gewinn mit dem Team Canada